# Let's Go Brandon

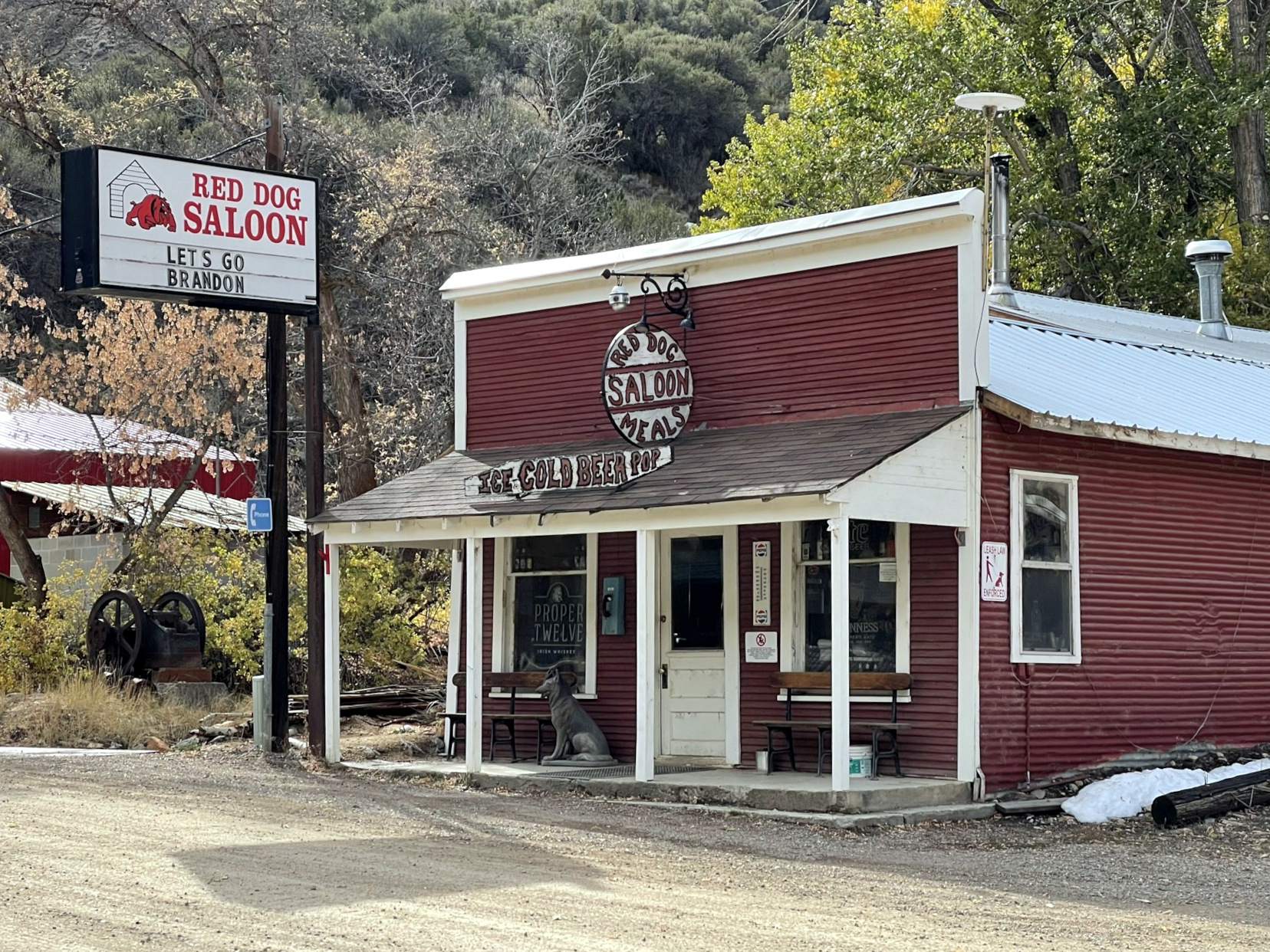
Le slogan Let's Go Brandon installé sur l'enseigne d'un saloon dans le Nevada.

« Let's Go Brandon » (litt. « allons-y, Brandon » ou « vas-y, Brandon ») est un slogan politique utilisé aux États-Unis comme cri de ralliement des opposants à la politique du président Joe Biden. Il s'agit d'un euphémisme signifiant « Fuck Joe Biden » (« On t'emmerde, Joe Biden »), les deux phrases ayant un nombre de syllabes et une sonorité assez proches.

## Origines

### Slogan anti-Biden
Les cris « Fuck Joe Biden » ont commencé à être répétés lors d'événements sportifs commençant début septembre 2021 et notamment lors de matchs de football américain scolaires,. « Let's Go Brandon » est apparu après que Kelli Stavast, journaliste de la chaine NBC, a interviewé le 2 octobre 2021 le pilote Brandon Brown, qui venait de remporter la course 2021 Sparks 300 au Talladega Superspeedway. Pendant l'interview, des spectateurs se sont mis à scander « Fuck Joe Biden », ce que la journaliste a — volontairement ou par erreur — interprété comme « Let's go, Brandon » (« Vas-y, Brandon »). À la suite de cette méprise en direct, le slogan a été repris par des politiciens républicains et des opposants à Joe Biden,. La phrase s'est rapidement propagée à la culture populaire, avec des chansons de rap utilisant la phrase en haut des charts.
Début septembre 2021, des cris « Fuck Joe Biden » auraient été entendus dans un certain nombre de matchs de football universitaire dans le sud des États-Unis. Plus tard ce mois-là, le phénomène s'est propagé au nord jusqu'aux universités, dont le Wyoming. Des chants anti-Biden similaires ont eu lieu lors de la Ryder Cup de septembre 2021,.
Le Washington Examiner a rapporté que « Fuck Joe Biden » a été scandé par certains participants lors d'un concert de Megadeth en septembre 2021 et lors d'une manifestation en octobre 2021 à New York en réponse à l'obligation de vaccination pour les enseignants de la ville de New York.

### Entretien avec Brandon Brown

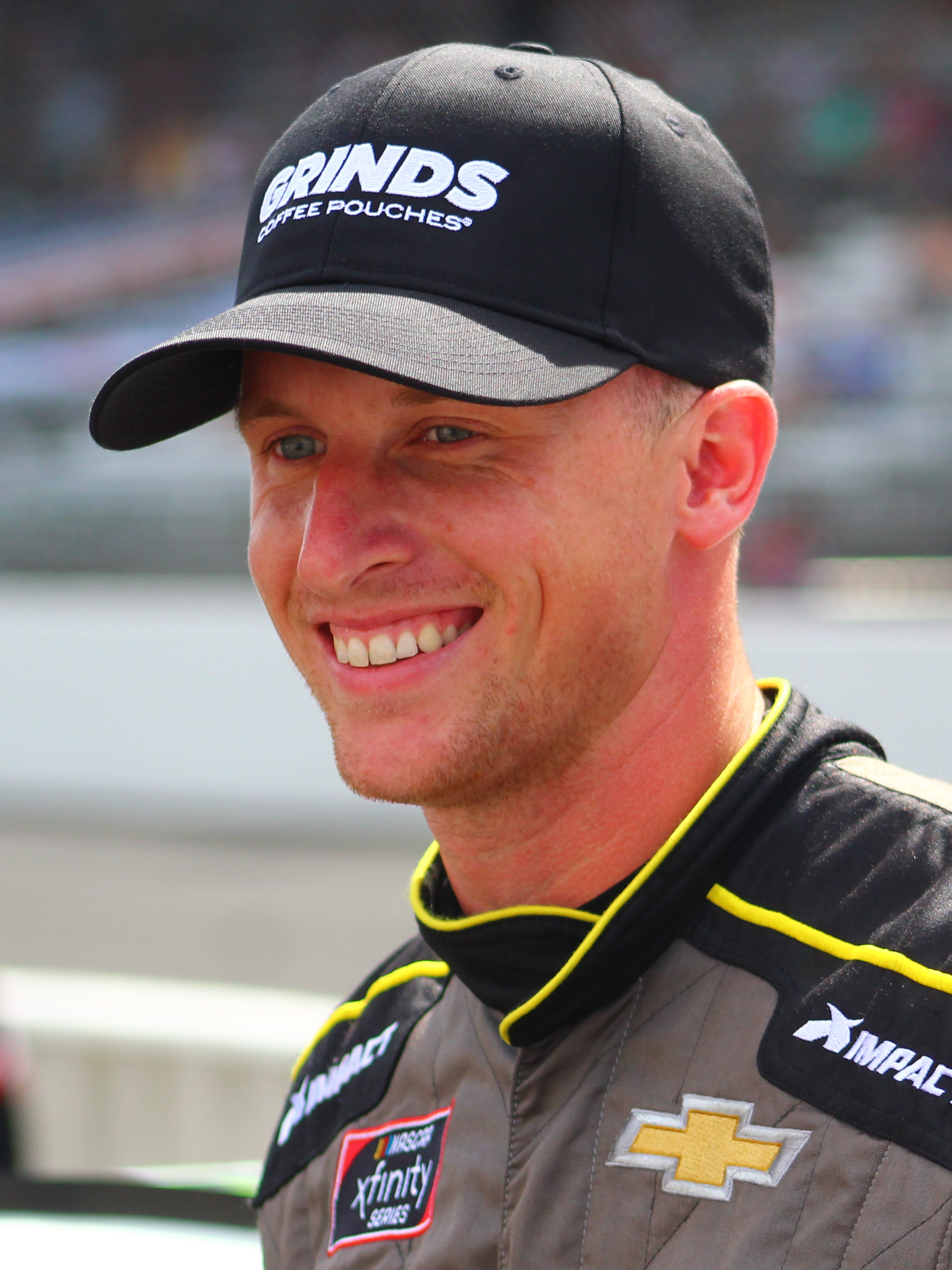
Le pilote automobile Brandon Brown en août 2021.

Le 2 octobre 2021, le pilote automobile Brandon Brown était interviewé par la journaliste de NBC Sports Kelli Stavast au Talladega Superspeedway en Alabama après sa victoire dans la course NASCAR Xfinity Series Sparks 300, qui a été raccourcie en raison de l'obscurité. Les fans scandaient « Fuck Joe Biden », et cela est devenu clairement audible pour les téléspectateurs de l'émission. Lors de l'émission en direct, tout en portant un casque, la journaliste Stavast a déclaré : « Vous pouvez entendre les chants de la foule : « Let's Go, Brandon ! »,. On ignore si Stavast a mal compris la phrase ou si elle l'a intentionnellement mal interprétée,,.

### Propagation rapide et réactions
Les images de l'interview sont devenues virales ce qui a conduit à l'adoption de la phrase par les opposants à président Biden comme une  expression de leur antipathie à son égard,,. Il a également été signalé comme une protestation contre les préjugés libéraux perçus dans les médias grand public, sur la base de spéculations selon lesquelles la description par le journaliste des cris de la foule était destinée à dissimuler le sentiment anti-Biden,.
Les commentateurs conservateurs Ben Shapiro et Tomi Lahren ont propagé l'expression via l'application Twitter. Le slogan a été imprimé sur des vêtements, un panneau d'affichage et une banderole déployée derrière un avion au-dessus d'un rassemblement pro-Trump dans l'Iowa.
Selon The Independent, le 19 octobre, « Le cri de guerre anti-Biden 'Let's Go Brandon' n'est plus un phénomène médiatique conservateur, il s'infiltre dans la culture populaire dominante et est maintenant numéro un et deux sur iTunes, reléguant le nouveau single d'Adele à la troisième place ».
Alors que la phrase commençait à être utilisée de plus en plus, Brandon Brown a tweeté avec légèreté : « À tous les autres Brandons, vous êtes les bienvenus ! Allons-y ». Cependant, il était en privé ambivalent à propos de cette phrase, car elle éclipsait sa victoire à Talladega et menaçait d'effrayer les sponsors commerciaux, qui se méfiaient de la controverse. Il avait prévu à l'origine d'ignorer simplement la phrase, mais s'est inquiété plus tard que son silence soit perçu comme une approbation tacite du sentiment. Il a été rapporté en octobre 2021 que l'équipe Brandonbilt Motorsports de Brown avait du mal à obtenir un parrainage, car les entreprises hésitaient à le soutenir en raison de son association indirecte avec le chant et ses nuances politiques,. Dans une interview accordée au New York Times en décembre 2021, Brown a expliqué qu'il avait d'abord trouvé l'expression amusante mais qu'il est resté silencieux pendant sa prolifération car il n'avait « aucun désir de s'impliquer dans la politique » et a exprimé son souhait qu'elle soit utilisée dans un contexte positif à la place. Dans l'interview, Brown a déclaré qu'il était républicain. Brown a également publié un éditorial dans Newsweek, dans lequel il a adopté une position plus mitigée, déclarant qu'il « n'allait soutenir personne », mais qu'il n'allait « pas hésiter à parler de sujets qui me passionnent, ou les problèmes auxquels nous sommes confrontés en tant qu'Américains ».
Le 5 novembre 2021, le président de la NASCAR, Steve Phelps, a dénoncé toute association implicite avec le slogan, affirmant que l'organisation ne veut être associée à la politique ni à gauche ni à droite.

## Usage

### Analyse
Le linguiste John McWhorter a analysé les attributs linguistiques du slogan dans The Atlantic, comparant l'utilisation de « Brandon » à un hlonipha  –  une substitution d'un mot interdit. Il a écrit que l'euphémisme anti-Biden a un ton similaire au mot SNAFU, qui signifie « Situation Normal - All Fucked Up », ou au mot « cuckservatives » (un mot-valise de « cocu » et « conservateurs ») qui est utilisé par certains conservateurs pour décrire d'autres conservateurs perçus comme étant en fait des libéraux. McWhorter a décrit le phénomène Let's Go Brandon comme « tout simplement fascinant » et comme « un nœud sauvage et laineux à l'intersection du langage, de la politique, de l'esprit et de la créativité ».
Kaitlyn Tiffany a écrit dans The Atlantic comment les partisans du président Joe Biden ont tenté de créer leur propre mème, « Merci, Brandon ». Elle a trouvé ce slogan « embarrassant », car cela n'a pas de sens pour les partisans de Biden de remplacer son nom par quelqu'un d'autre.
Le 20 novembre 2021, le comité de rédaction du Pittsburgh Post-Gazette a déclaré que le slogan « révèle une faillite morale de ceux qui le chantent même à l'église ». Dans un article d'opinion du 23 novembre 2021 pour le Washington Post, l'ancien rédacteur en chef du discours du président George W. Bush, Marc Thiessen a commenté que le slogan était modéré par rapport à ce qui a été dit au sujet des autres présidents. Initialement, Thiessen n'était pas un fan du slogan, mais a conclu ses commentaires par : « C'est une manière parfaitement inoffensive et humoristique pour les Américains d'exprimer leur frustration face à une présidence en ébullition - et en échec ».

### Politique
Les politiciens républicains ont utilisé l'expression publiquement. Le 21 octobre, le membre du Congrès républicain Bill Posey a conclu ses remarques à la Chambre avec « Let's Go, Brandon ». Le gouverneur du Texas, Greg Abbott, a utilisé cette expression dans un tweet du 22 octobre. Il a attribué la popularité de l'expression à la frustration suscitée par les « politiques désastreuses » de Biden, y compris sa gestion de la pandémie de Covid-19 ainsi que la frontière sud avec le Mexique. La semaine suivante, le représentant républicain Jeff Duncan portait un masque facial avec la phrase imprimée dessus sur le sol de la maison. Le sénateur Ted Cruz a posé avec une pancarte « Let's Go Brandon » qui a été accrochée à Houston lors des World Series 2021. Le chant anti-Biden est apparu en Géorgie lorsque les Braves d'Atlanta ont accueilli le match 4 des World Series en présence de l'ancien président Donald Trump..
La phrase a été scandée au siège électoral de Glenn Youngkin lors de son élection victorieuse au poste de gouverneur de Virginie en 2021 le 2 novembre 2021. Le lendemain, tout en commentant la victoire bouleversée de Youngkin, le gouverneur de Floride Ron DeSantis a déclaré « Quand vous regardez le Biden – lorsque vous regardez l'administration Brandon », sous les acclamations et les applaudissements de la foule, qui a commencé à scander « Let's Go Brandon ». Quelques semaines plus tard, DeSantis a délibérément choisi Brandon, en Floride, comme lieu de signature d'un projet de loi sur le mandat anti-vaccin. Le choix du lieu a été motivé par le slogan « Let's go Brandon ».
Le 4 novembre 2021, la membre du Congrès Lauren Boebert portait une robe rouge avec « Let's Go Brandon » en lettres blanches dans le dos lors d'une rencontre avec l'ancien président Donald Trump. La robe présentait des similitudes avec la robe « Tax the Rich » portée par la membre du Congrès Alexandria Ocasio-Cortez lors de son apparition au Met Gala deux mois plus tôt. Boebert a tweeté une photo de la robe en disant : « Ce n'est pas une phrase, c'est un mouvement ! #LGB ».
Le 12 novembre 2021, interrogé sur le point de vue de Biden concernant la phrase, la  Porte parole de la Maison Blanche, Jen Psaki, a répondu : « Je ne pense pas qu'il passe beaucoup de temps à se concentrer dessus ou à y penser. »
Lors de la visite du président Joe Biden pour présenter ses condoléances et voir la destruction de l'épidémie de tornade à Dawson Springs et Mayfield, Kentucky, le 15 décembre 2021, de petits groupes de manifestants ont crié « Let's Go Brandon »,.
Alors que le président Biden et la première dame Jill Biden prenaient des appels téléphoniques pour la hotline de suivi du père Noël du NORAD le 24 décembre 2021, un appelant a terminé sa conversation en disant « Joyeux Noël et allons Brandon », ce à quoi le président Biden a répondu : « Allons-y Brandon, Je suis d'accord ». L'appelant, Jared Schmeck, un ancien officier de police, a d'abord déclaré au quotidien américain The Oregonian qu'il n'avait « rien contre » Biden et ne voulait pas « manquer de respect » au président, et que son utilisation de l'expression « Let's Go Brandon » était d'abord une « blague » et deuxièmement dit avec frustration parce qu'il pensait que Biden pourrait faire « un meilleur travail ». Schmeck est ensuite allé sur le podcast de Steve Bannon, affirmant que c'était une « chose très sérieuse » pour lui de pouvoir critiquer l'administration Biden, tout en décrivant que la phrase « Allons Brandon » exprimait également le mécontentement de la droite contre « la foule de gauche, la culture de l'annulation, les médias grand public ». Schmeck a ajouté que Trump « est mon président et qu'il devrait toujours être le président en ce moment », promouvant l'affirmation sans fondement selon laquelle l'élection présidentielle de 2020 « a été volée à 100% ».
Le 10 janvier 2022, Jim Lamon, un candidat au Sénat américain pour l'Arizona, a publié une affiche de campagne utilisant la phrase anti-Biden. Selon The Hill, il s'agit de la première publicité de campagne nationale à utiliser le slogan.

### Musique
Peu de temps après que le chant soit devenu viral, une chanson de rap anti-Biden intitulée Let's Go Brandon a été enregistrée par Loza Alexander. La chanson est d'abord devenue virale sur le réseau TikTok avant de devenir numéro un sur la liste des meilleures chansons hip-hop/rap de l'iTunes Store, et numéro deux sur la liste des meilleures chansons de la plateforme, le 18 octobre 2021,,. La chanson d'Alexander a atteint le numéro 38 du Billboard Hot 100 pour la semaine du 6 novembre 2021.
Une autre chanson du même titre a été publiée par Bryson Gray, un rappeur chrétien conservateur, atteignant le numéro un sur iTunes. Il a fait ses débuts au numéro 28 du US Hot 100. Le clip de la chanson de Gray, qui comprenait la phrase « Biden a déclaré que le jab arrêtait la propagation, c'était des mensonges » (en référence aux efforts de vaccination contre le Covid-19 de Biden) a été retiré par YouTube pour avoir contenu de la « désinformation médicale ». Une chanson de rap country du même nom a été enregistrée par Forgiato Blow. Le 27 octobre, iTunes avait différents enregistrements Let's Go Brandon aux numéros un, deux, quatre et huit.

### Parrainage de Brandon Brown
Début novembre, la crypto-monnaie LGBcoin (LGB) a commencé à être négociée et le 30 décembre 2021, LGBcoin a annoncé qu'elle parrainerait Brandonbilt Motorsports de Brandon Brown pour la saison 2022 de NASCAR Xfinity Series. Le porte-parole de Brandonbilt a déclaré à Fox Business que l'approbation avait été reçue le 26 décembre mais le 5 janvier 2022, Bob Pockrass a annoncé que la NASCAR n'avait pas approuvé le parrainage. En réponse, l'investisseur James Koutoulas a menacé de poursuivre NASCAR et a appelé au boycott jusqu'à ce que la décision soit annulée.

## Dark Brandon
En 2022, la phrase a été réutilisée comme "Dark Brandon", une version comiquement menaçante du président Joe Biden utilisée dans les mèmes par les partisans du président démocrate. "Dark Brandon" était initialement un mème créé par des progressistes en ligne pour se moquer des partisans de "Dark MAGA", une théorie du complot lancée par le représentant américain Madison Cawthorn autour d'un retour potentiel de l'ancien président Trump au pouvoir. Plusieurs responsables de la Maison Blanche, des membres de l'équipe Biden, ainsi que le sénateur américain Chris Murphy, ont publié des articles faisant référence à "Dark Brandon" sur les réseaux sociaux. La campagne de réélection de Biden en 2024 a également adopté le personnage, en utilisant des images "Dark Brandon" sur la page de message d'erreur de leur site Web et en vendant des marchandises qui font référence au mème. Lors du dîner des correspondants de la Maison Blanche en 2023, Biden lui-même a reconnu le mème, enfilant des lunettes de soleil d'aviateur et en plaisantant avec le prochain orateur, "Je vais bien avec vos blagues, mais je ne suis pas sûr pour Dark Brandon."

### Autre

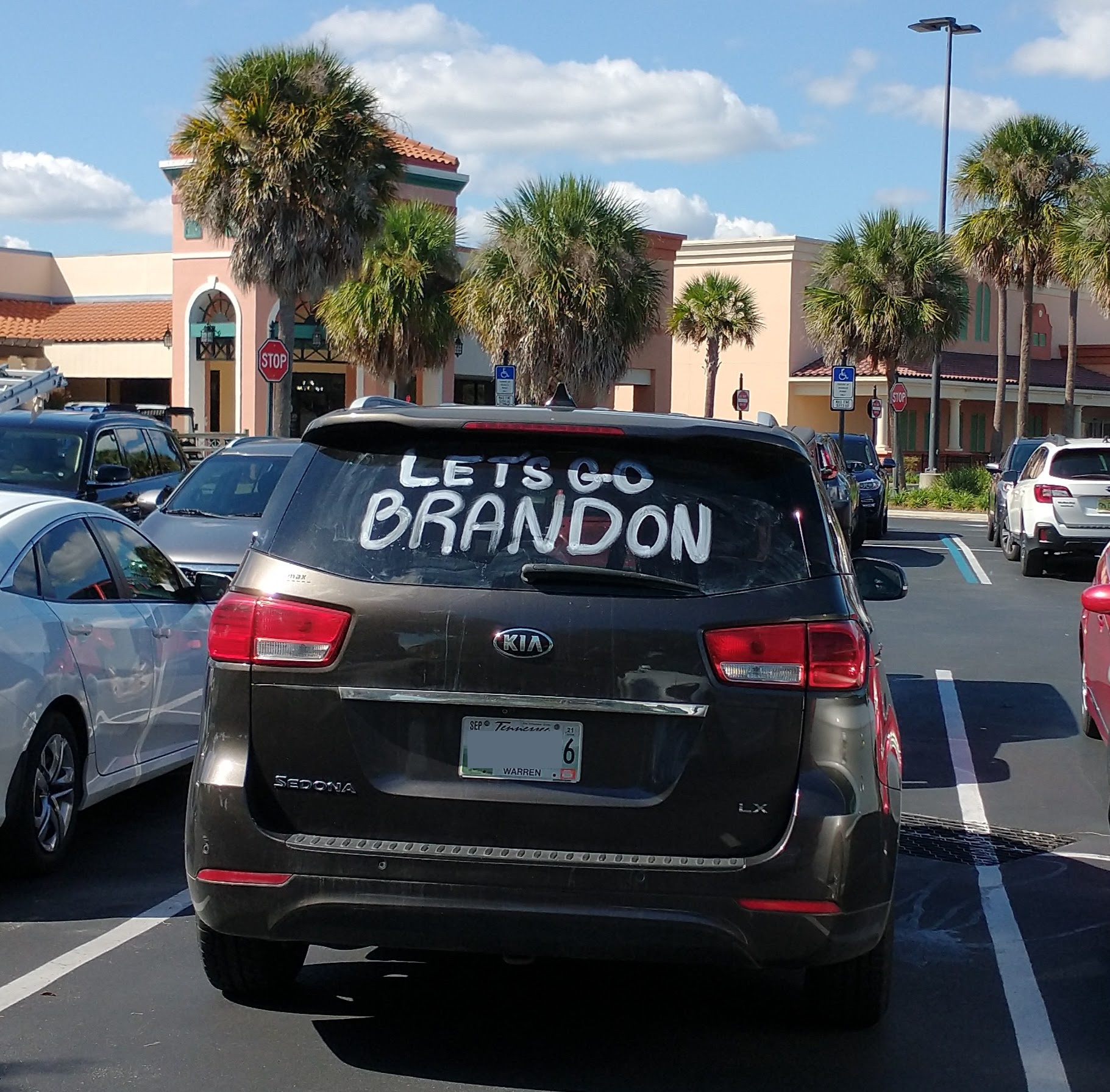
Une automobile avec le slogan écrit sur la vitre arrière, garée à The Villages, en Floride, le 3 novembre 2021.

Le 28 octobre 2021, à Falls Church, en Virginie, deux panneaux de signalisation électroniques ont été cambriolés et modifiés pour afficher le slogan anti-Biden.
Le 29 octobre, un pilote de ligne en service pour Southwest Airlines aurait dit « Let's Go Brandon » sur le système de sonorisation. L'incident de Southwest est survenu une semaine après que le syndicat représentant les pilotes d' United Airlines a envoyé une note décourageant les pilotes d'utiliser la fréquence d'urgence 121.5 pour communiquer des opinions personnelles, car ils l'avaient utilisé pour dire la phrase.
Le 1er novembre, NBC News a rapporté que Palmetto State Armory, une société d'armes à feu, avait commencé à commercialiser des munitions portant le slogan.
Le 3 novembre, des responsables de la ville de Brandon, dans le Minnesota, ont signalé que six panneaux de la ville comportaient les mots « Allons-y » placés devant le nom de la ville.
Le 24 octobre, à la foire de l'État de Caroline du Nord, les républicains de Caroline du Nord ont vendu des macarons comportant la phrase ; quatre jours plus tard, la campagne Trump a commencé à vendre des t-shirts comportant la phrase,.
En décembre 2021, une chaîne de cinq magasins en Nouvelle-Angleterre vendant des vêtements Let's Go Brandon et pro-Trump et d'autres marchandises a été rebaptisée Let's Go Brandon Stores. Les magasins ont connu un tel succès que fin décembre, le propriétaire a annoncé deux nouveaux points de vente.

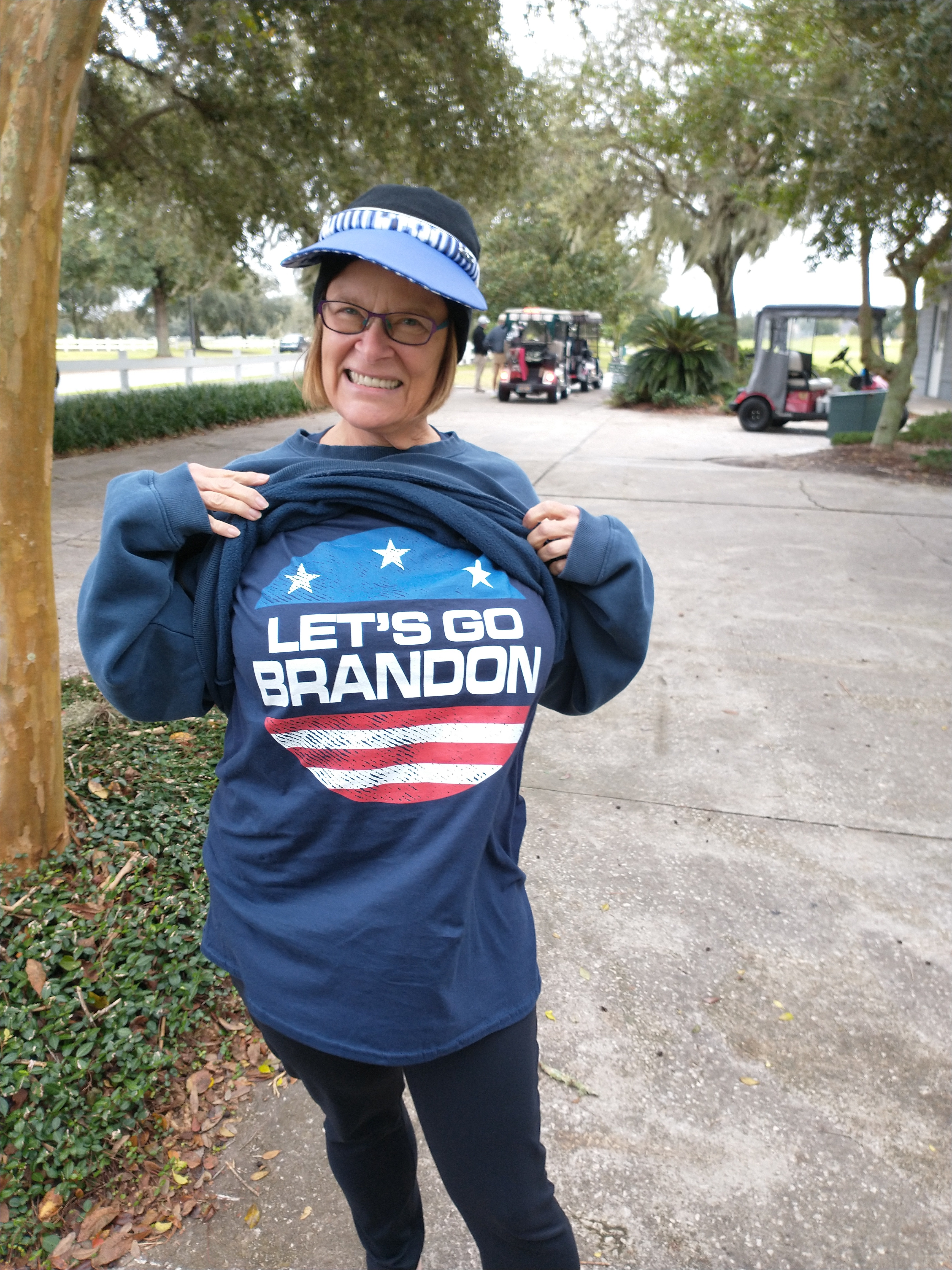
Une femme portant un t-shirt avec le slogan Let's Go Brandon.

Le 4 décembre 2021, lors de la parade annuelle des bateaux éclairés de Yorktown, en Virginie, un bateau décoré de lumières de Noël épelant « FJB » et « Let's Go Brandon ! a d'abord été déclaré vainqueur du "Best in Show" à la fin de l'événement. Plus tard, la Yorktown Foundation a publié une déclaration selon laquelle le bateau avait un « message politique manifeste » et a disqualifié l'entrée.
Au cours de la saison des achats des Fêtes 2021, un fournisseur privé a brièvement proposé à la vente des marchandises « Allons Brandon » à la base commune Elmendorf-Richardson en Alaska. Bien que personne ne se soit plaint, les responsables de la base ont mis à jour les directives sur ce qui est et ce qui n'est pas approprié de vendre sur la base.
Début janvier 2022, un passager d'American Airlines a publié sur Twitter une plainte avec photo au sujet d'un pilote utilisant une étiquette de sac avec la phrase « Let's Go Brandon ». La compagnie aérienne a répondu au tweet, affirmant que les informations seraient envoyées à l'équipe appropriée, mais n'a pas révélé si des mesures seraient prises contre le pilote. La compagnie aérienne a reçu des réactions négatives sur les réseaux sociaux citant des problèmes de liberté d'expression et le double standard permettant aux employés de porter des épinglettes Black Lives Matter en 2020.